# Maria Ana de Bourbon (1697–1741)
Maria Ana de Bourbon (Marie Anne; Paris, 16 de outubro de 1697 – Paris, 11 de agosto de 1741) foi uma princesa francesa, duquesa de Joyeuse e dama de companhia da rainha Maria Leszczyńska, consorte de Luís XV de França. Era filha de Luís III, Príncipe de Condé e de Luísa Francisca de Bourbon, filha do rei Luís XIV de França com sua favorita Francisca Atenas.